# Tyrian
《Tyrian》是由Eclipse Productions所開發的縱向捲軸射擊遊戲，於1995年由Epic MegaGames發行。遊戲中玩家操縱一艘具有多種武器的船艦，玩家透過摧毀敵人或吃掉獎勵物品來賺取分數，而這些分數可以用來升級武器、防護盾、船艦……等。遊戲屬於快節奏且玩家將面對大量的敵人。
《Tyrian》於2005年釋出為免費軟體（Freeware），遊戲內的物件圖像於2007年4月以內容開放（Open license）的方式釋出。《Tyrian》由Jason Emery進行程式設計，Daniel Cook進行美術工作，而音效部分則由Alexander Brandon和Andreas Molnar負責。

## 遊戲方式

### 故事模式
故事模式是Tyrian主要的單人遊戲模式。玩家一開始只擁有基本的船隻和武器，然後透過摧毀敵人賺取分數，分數可被用來升級武器或，或是購買其他的武器來代替它。玩家的船艦可以搭載兩種武器，分為主要武器和次要武器，主要武器通常專注於船艦正前方的攻擊，而次要武器可進行多方位的攻擊，某些次要武器具有兩種發射模式，例如Sound Wave具有攻擊兩側和前方兩種模式供玩家切換。主要武器和次要武器一共有十一個等級，代表玩家可以將它升級十次，然而越高的等級，升級費用將會越高。此外，玩家還可以增添兩樣加裝在船艦外的輔助武器（Sidekicks），輔助武器的可分為同步發射與獨立發射兩種，前者將和玩家的主要與次要武器同時發射，且沒有彈藥限制，而後者必須透過滑鼠右鍵來發射，殺傷力較高但具有彈藥限制，彈藥會在遊戲的進行中逐漸填充，獨立發射的武器例如原子炸彈（Atom bombs）、迷你飛彈（Mini-missiles）和多方向地雷（multi-directional mines）……等。除了武器的升級外，玩家也可以更換船艦來換取更高的裝甲值與操縱性，船艦的防護罩、能量產生器也是可以被升級的。
在一關的開始前，玩家可利用分數來升級或更換船艦的裝備，每一關所提供的裝備皆不一樣，某些武器只能在特定關卡購買，一旦玩家擁有了該項武器，即使該關不提供該項武器，玩家仍可持續升級，若武器被替換，除非該武器再次出現在接下來的關卡中，否則玩家將無法添購該武器。玩家也可以使裝備「降級」，原先升級的費用將全數退回，也就是說，在每一個關卡，玩家是以相同的預算來搭配出一艘好的戰艦。

### 街机模式
玩家使用中型飞船，可升级，武器选择比故事模式要少。无停顿，可以购买武器装备。

## 劇情
遊戲背景設在20,031年，玩家扮演名為Trent Hawkins的駕駛員，被派遣至探索新發現的星球上可居住的區域，他的最後一項任務是行星Tyrian，這顆星球坐落於接近一個似蜥蜴型種族（Hazudra）的領土附近。
某日，Trent的朋友Buce Quesillac被一名機器人射殺，當Buce倒臥在地上時，他告知Trent這件事情是全是Microsol的計畫，Microsol是個巨大的集團並主導星球Tyrian的開發計畫，由於Buce對於一種稱為Gravitium的物質具有豐富的知識，他們必須殺了Buce。Gravitium是一種只在Tyrian上發現的物質，這種物質具有控制引力的能力。Microsol試圖將Gravitium應用在他們的船艦上，並企圖殲滅任何一個知道此物質存在的人，而Trent正是這名單上其中一員，Buce要Trent逃至Savara，一個自由的世界。Trent成功的弄來了一艘船艦並向Savara啟程。玩家的第一個任務便是從Tyrian逃出，隨著遊戲的進行，玩家收到各式從友方及敵方所傳來的訊息，最終Trent與Microsol的勁敵──Gencore聯繫上，並摧毀了Microsol的主要船艦。
在第四部分的任務裡，Microsol啟動了位於Ixmucane星球地底的外星裝置，這個裝置被用來將整顆行星改造成一顆恆星，但創造者從來沒有啟動它過。玩家必須在系統全部啟動前摧毀它，Microsol才不會得到更多的力量，此外，許多重要的科學家被困在地底，如果系統成功啟動將會殺死所有的科學家。任務結束後，Trent已經厭倦接受任務並冒著生命危險來達成它，他將飛船的目的地設在100光年外的地球並用人體冷凍技術將自己冷凍。
Tyrian 2000中新增了第五部份的任務，Hazudra在Trent的船艦附近引爆了一枚炸彈，將船艦帶至另外一個空間中，他們要Trent逐出Zinglonites──利用水果侵略的種族，同時也增加了新的飛船及武器供玩家達成目標。

## 遊戲發展
2007年，作者把Pascal写成的源代码授权给一个小组的成员以便他们改写成C语言，这个改写后的引擎便是之后的OpenTyrian，小组以GPL授权将其释放。用于增强和移植这个经典游戏到其他平台，支持的包括Linux，PSP，Mac OS X，Windows，Amiga, Dreamcast, DS, GameCube, Gizmondo, GP2X, Nokia Internet Tablets, Wii。不过只支持Tyrian 2.1的数据文件。